# Teresa Lelińska
Teresa Lelińska (ur. 21 września 1942 w Warszawie, zm. 29 grudnia 1997 w Przasnyszu) – polska nauczycielka, dyrektorka szkół, działaczka związkowa i społeczna.

## Życiorys
Teresa Lelińska urodziła się 21 września 1942 r. w Warszawie jako córka Henryka (1913–1989) i Zofii z domu Dzielińska. Mieszkała jako dziecko w Rostkowie, gdzie jej ojciec był kierownikiem Szkoły Powszechnej, matka pracownikiem umysłowym. W 1955 r. ukończyła Szkołę Podstawową nr 1, następnie w 1959 r. Państwową Szkołę Ogólnokształcącą Stopnia Licealnego w Przasnyszu. W 1965 r. ukończyła studia w Wyższej Szkole Pedagogicznej w Opolu i uzyskała tytuł magistra historii. W roku 1965 podjęła pracę w Technikum Mechanicznym i ZSZ w Przasnyszu jako nauczyciel historii. Organizowała obozy wędrowne dla uczniów oraz obozy w Bułgarii czy NRD. Otrzymała za tę działalność srebrną odznakę OHP. Była doceniana i bardzo lubiana przez uczniów. Organizowała krajowe i zagraniczne wycieczki dla nauczycieli. Przez dwie kadencje była prezeską ogniska Związku Nauczycielstwa Polskiego. W latach 1975–1978 objęła funkcję prezesa Rady Zakładowej ZNP w Przasnyszu, a w 1978 r. była członkinią prezydium Miejskiej Rady ZNP w Przasnyszu. W latach 1990–1997 była dyrektorką Zespołu Szkół Zawodowych i zarazem nauczycielką w tej szkole. Była organizatorką izby pamięci narodowej oraz izby historii i tradycji szkoły. Pozyskała, po uzgodnieniu z władzami kościelnymi, pomieszczenia w budynku przeznaczonym pierwotnie na sale katechetyczne, przeznaczając je na sale do praktycznej nauki zawodu, podobnie pozyskała szklarnie od MPGK w Przasnyszu. Zorganizowała nowoczesną siłownię. Za jej kadencji, jako dyrektorki ZSZ, w 1992 r. odbyło się V Sympozjum Klubu Szkół Westerplatte. W tym samym roku z jej inspiracji powołano społeczny komitet budowy Szkoły Rolniczej w Przasnyszu przy ulicy Sadowej. W 1997 r. doczekała się wmurowania aktu erekcyjnego obiektu. Zmarła 29 grudnia 1997 r.

## Ordery, odznaczenia i wyróżnienia
- Złoty Krzyż Zasługi – 1994 (Prezydent RP)
- Medal Komisji Edukacji Narodowej – 1994 (Minister Edukacji Narodowej)
- Złota Odznaka ZNP  – 1975
- Srebrna Odznaka „Za Zasługi dla OHP”